# Расстрел в аэропорту Франкфурта-на-Майне
Расстрел в аэропорту Франкфурта (нем. Mordanschlag am Frankfurter Flughafen) — события, произошедшие 2 марта 2011 года в аэропорту Франкфурта-на-Майне (земля Гессен, Германия) когда 21-летний этнический албанец Арид Ука (Arid Uka) расстрелял автобус с американскими солдатами, возвращавшимися из Афганистана. В результате его действий погибло двое и было ранено ещё двое солдат. Арид Ука был задержан при попытке скрыться.

## Стрельба
2 марта 2011 года около 15:20 у второго терминала аэропорта Арид Ука проник в армейский автобус, который должен был отвезти прилетевших во Франкфурт-на-Майне военных полицейских на авиабазу США «Рамштайн». 
Осуществлению преступления помогло то, что Арид Ука работал в аэропорту и мог свободно перемещаться по территории. Когда военнослужащие зашли в автобус, молодой человек вытащил пистолет Browning Hi-Power калибра 9 мм, и с криком «Аллах акбар!» открыл стрельбу. Солдаты не были вооружены, они даже были не в форме, а в обычной гражданской одежде. Двое военнослужащих, в том числе водитель автобуса, погибли на месте. Ещё двое получили тяжелые ранения — один в голову, другой в грудь. 
Жертв могло быть намного больше. При задержании у нападавшего изъяли множество магазинов — патронов бы хватило на всех. Солдат спасло то, что пистолет дал осечку. Выбросив оружие, Арид Ука выскочил из автобуса и попытался скрыться в здании терминала, однако был схвачен сотрудниками федеральной полиции.

## Мотивы
Связь нападавшего с террористическими группировками в ходе расследования не была установлена. Однако следствию удалось доказать приверженность преступника радикальному исламу.
Арид Ука оставил множество следов, в том числе на интернет-форумах и на своей страничке в Facebook, эпиграфом к которой он избрал изречение сподвижника пророка Мухаммеда, арабского полководца Халида ибн Аль-Валида: «И пусть глаза трусов не знают сна». В интернете Арид Ука называл себя Абу Р., активно делился ссылками на джихадистские гимны, выложенные на YouTube, и на радикальные исламистские сайты, такие как «Господство ислама».
Из записей, оставленных преступником, можно заключить, что исламский мир подвергся нападению неверных, и ответом на это должен стать джихад. Впрочем, своими врагами Арид Ука считал не только Запад и Израиль, но и мусульман-шиитов. Германию, где он родился и вырос (по другим данным, Ука родился в 1990 году в Митровице и переехал в ФРГ позднее) Арид Ука также не жаловал. По его словам, немцы боятся распространения ислама и охотно бы предпочли, чтобы «все мусульмане поскорее ассимилировались и стали спокойно верить в Санта-Клауса». Преступник писал, что под руководством «неверной Меркель» Германия переметнулась на сторону Израиля, что равносильно объявлению войны. К джихаду Арид Ука старательно готовился, с увлечением играя в Call of Duty: Black Ops. «Профессионал должен постоянно совершенствоваться», — написал он одному из школьных друзей. Своё фото в интернете он снабдил надписью: «Мой взгляд убийцы».

## Последствия
Произошедшее во Франкфурте стало ещё одним вызовом властям Германии, которые и без того испытывают немалые сложности с молодыми и экзальтированными приверженцами ислама, которые готовы распространить джихад на немецкую территорию. В частности, в марте 2010 года в ФРГ завершился процесс над четырьмя исламистами, членами так называемой «зауэрландской ячейки», которые готовили серию терактов, направленных как раз против американских военных и административных учреждений на территории Германии.
В ноябре 2010 года в ФРГ была объявлена повышенная степень террористической угрозы после того как стало известно, что в страну направляется группа исламистов с целью совершения терактов. При этом власти не исключали, что по прибытии в страну террористы могут найти убежище у проживающих в Германии единомышленников. В ФРГ насчитывается около 140 «потенциально опасных исламистов» (власти их обозначают словом «gefaehrde»), в отношении которых у полиции имеются серьёзные подозрения, достаточные для беспокойства, но недостаточные, чтобы их арестовать. По некоторым данным, в разное время 45 из этих людей прошли тренировку в лагерях террористов. Отец Арида Уки извинился перед американцами: «Я шокирован и осуждаю содеянное моим сыном. Мне очень жаль»
21 июня 2011 года Ариду Уке были предъявлены обвинения в двух умышленных убийствах, а также в покушении на убийство 14 человек и двух случаях нанесения тяжких телесных повреждений.
10 февраля 2012 года Верховный суд Гессена приговорил 22-летнего уроженца Косово Арида Уку к пожизненному заключению без права на условно-досрочное освобождение первые 25 лет.